# 夕張岳

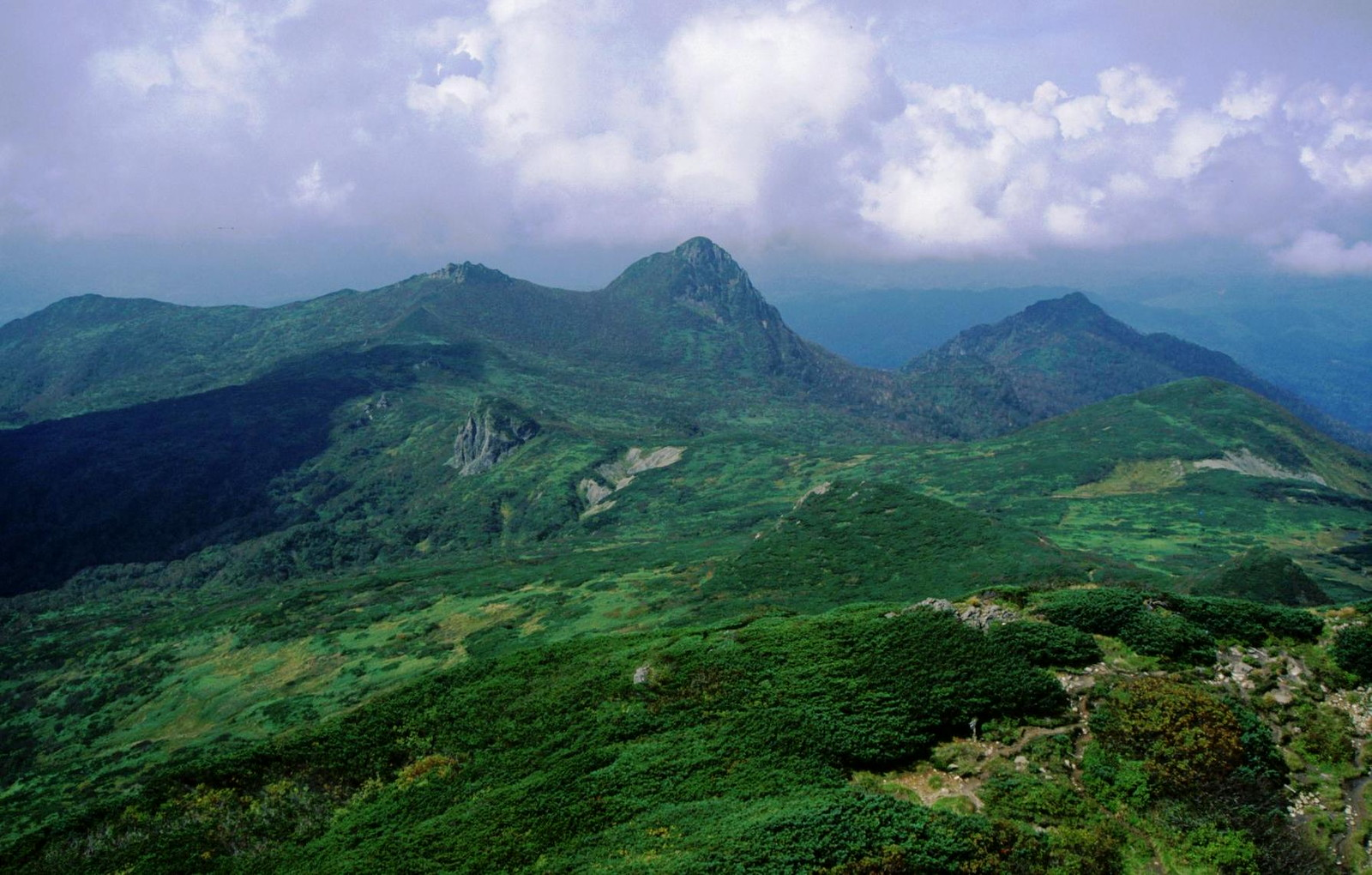
夕張岳の高山植物群落及び蛇紋岩メランジュ帯

夕張岳（ゆうばりだけ）は、北海道の中央部を南北に走る夕張山地の南端に位置する標高1,668 mの山。夕張市と空知郡南富良野町にまたがり、山域は北側の芦別岳と共に「富良野芦別道立自然公園」に指定されている。

## 概要
夕張岳は『花の名山』として知られ、初夏から夏にかけての花のシーズンには全国から多くの登山者が訪れる。この山独自の固有種の他、北海道の山岳にあるほぼ全ての高山植物が見られるとされ、田中澄江により花の百名山、及び新・花の百名山に選定されている。また日本二百名山、北海道百名山、一等三角点百名山にも選定されている。かつてアイヌによりこの山に魔物が棲む部落がある伝えられ、「カムイシリ」（神の山）として恐れられていた。

## 歴史
- 1888年（明治21年） - アメリカ人の地質学者のライマンが、石炭の大露頭（鉱脈）を発見し、1892年から西側の夕張炭鉱で採掘がはじまり、1990年に閉山された。
- 1916年（大正5年） - 植物調査のための登山記録がある[13]。
- 1926年（大正15年） - 北海道大学のパーティーが冬期の初登頂をした[13]。
- 1934年（昭和9年） - 夕張岳東面の国有林伐採のために森林鉄道の敷設が始まり、その後延長された。その後昭和40年代初頭には林道に全て転換された。
- 1958年（昭和33年） - 夕張山地の山域が、北海道により「富良野芦別道立自然公園」に指定された[3]。
- 1988年（昭和63年）11月 - 国土計画による「夕張岳スキー場」の計画が明らかになった。環境保護の観点などから道から許可が下りず、反対運動も起りその後計画は中止された[14]。
- 1996年（平成8年）6月19日 - 「夕張岳の高山植物群落及び蛇紋岩メランジュ帯」が、国の天然記念物に指定された[7]
- 1997年（平成9年） - 販売目的で32種類372株の高山植物が根こそぎ盗まれる大量盗掘事件が発生した[15]。その後容疑者は書類送検され、監視員、警察、民間のボランティアにより盗掘防止パトロールが行われている[16]。
- 2007年（平成19年）5月 - 「夕張岳と蛇紋岩メランジュ」が、日本の地質百選に選定された[17]。

## 自然環境

### 地質

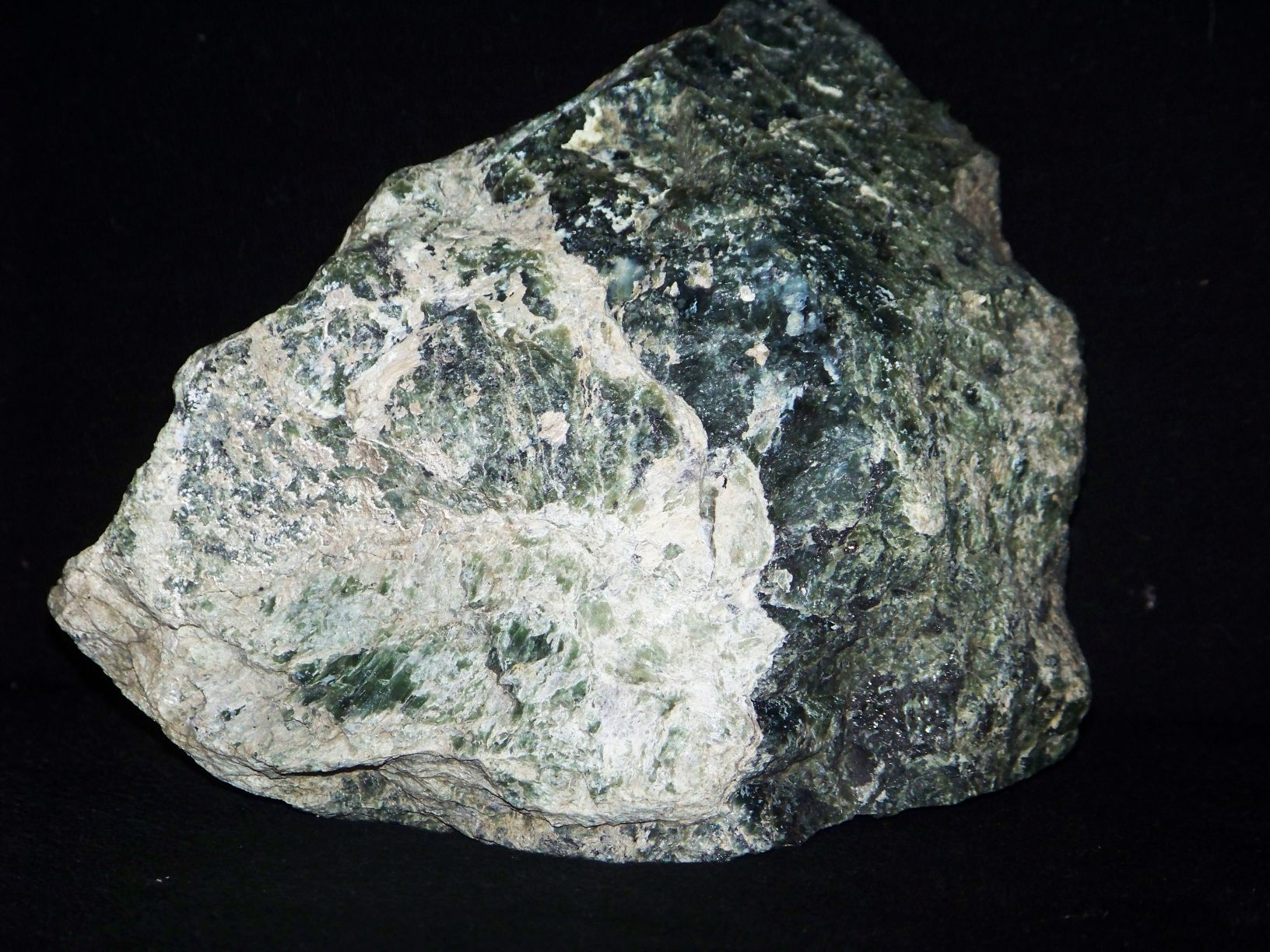
夕張岳の地質の特徴である塩基性の蛇紋岩

夕張山地は中生代白亜紀末から新生代第三紀（約1億年-1千万年前）にかけての大規模な造山運動により海底が盛り上がることにより形成されたと考えられていて、マントルに水が加わり上昇しできたのが超塩基性の蛇紋岩で、一帯は日本最大の分布地帯になっている。柔らかな蛇紋岩は雨風による浸食作用で平原ができ、その平原に硬い変成岩のガマ岩、釣鐘岩、男岩、夕張岳本峰などの突き出して残った岩峰の地形が見られる。釣鐘岩付近の熊ヶ峰と夕張岳山頂との鞍部は吹通しと呼ばれ蛇紋岩が露出する砂礫地で、ユウバリソウなどの群生地となっている。山域は1996年に「夕張岳の高山植物群落および蛇紋岩メランジュ帯」として、山ごと国の天然記念物に指定された。蛇紋岩メランジュとは、蛇紋岩中に様々な岩石を取り込んだもので、プレートの沈み込み帯で形成された。2007年に「夕張岳と蛇紋岩メランジュ」が日本の地質百選に選定された。

### 植生

#### 夕張岳の植物相
- 標高600-900 m - トドマツやエゾマツなどの針葉樹とミズナラなどの広葉樹が混在する。
- 標高900-1,300 m - アカエゾマツやダケカンバなどの亜高山帯。
- 標高1,300 m以上 - 夕張岳の固有種を含む多くの高山植物が分布するハイマツ帯。

#### 夕張岳の高山植物
田中澄江は夕張岳を代表する花として、『花の百名山』の著書でウルップソウの変種であるユウバリソウを紹介し、『新・花の百名山』ではサクラソウ属のユウバリコザクラなどを紹介した。他にはスミレ属シソバキスミレ、リンドウ科ユウバリリンドウ、マンネングサ属ユウパリミセバヤ、ツガザクラ属ユウバリツガザクラ、キク科ユキバヒゴタイ、タンポポ属ユウバリタンポポなどもこの山を代表する花である。またバラ科エゾノシモツケソウ、シナノキンバイ、ネギ属シロウマアサツキ、シラネアオイなどの633種の高山植物の宝庫となっている。雪田ではアオノツガザクラやイワイチョウなどがみられる。各々固有種の生育地が限られた狭い面積であることが特徴で、踏みつけや盗掘などによる減少が危惧されている。また、絶滅の恐れがある希少な高山植物をエゾシカなどの食害から守るため、「エゾシカネットワーク」により太陽光発電を使った電気柵を設置する対策事業が行われている。
|              |                |              |                        |
| イワイチョウ | シナノキンバイ | シラネアオイ | ユウバリソウ（夕張草） |

#### 「ユウバリ」を冠する和名の種
周辺の山域には「ユウバリ」（ユウパリ）を冠する種や夕張岳の固有種などが多数分布している。大部分の種が環境省と日本の北海道などの各都道府県のレッドリストに指定されている。
| 和名                                          | 学名                                            | 属                           | 科                            | 備考 絶滅危惧分類                        |
| --------------------------------------------- | ----------------------------------------------- | ---------------------------- | ----------------------------- | ---------------------------------------- |
| エゾウラジロキンバイ                          | Potentilla nivea var. yuparensis                | キジムシロ属                 | バラ科                        | 北海道(NT)                               |
| シソバキスミレ                                | Viola yubariana                                 | スミレ属                     | スミレ科                      | 環境省(CR) 北海道(EN)                    |
| ユウバリアズマギク                            | Erigeron thunbergii ssp. glabratus f. haruoi    | ムカシヨモギ属 Erigeron      | キク科                        |                                          |
| ユウバリカニツリ                              | Deschampsia caespitosa var. levis               | コメススキ属 Deschampsia     | イネ科                        | 環境省(EN) 北海道(NT)                    |
| ユウバリキタアザミ                            | Saussurea riederi ssp. kudoana var. yuparensis  | トウヒレン属 Saussurea       | キク科                        | 北海道(NT)                               |
| ユウバリキンバイ                              | Potentilla matsumurae var. yuparensis           | キジムシロ属                 | バラ科                        | 環境省(EN) 北海道(NT)                    |
| ユウバリクモマグサ                            | Saxifraga yuparensis                            | ユキノシタ属 Saxifraga       | ユキノシタ科                  | 環境省(CR) 北海道(CR)                    |
| ユウバリクワガタ （エゾミヤマクワガタ）       | Pseudolysimachion schmidtianum var. yezoalpinum | クワガタソウ属               | ゴマノハグサ科                |                                          |
| ユウバリコザクラ                              | Primula yuparensis                              | サクラソウ属                 | サクラソウ科                  | 環境省(EN) 北海道(EN)                    |
| ユウバリシャジン                              | Adenophora pereskiaefolia var. yamadae          | ツリガネニンジン属           | キキョウ科                    | 環境省(CR) 北海道(NT)                    |
| ユウバリソウ                                  | Lagotis takedana                                | ウルップソウ属               | ウルップソウ科 ゴマノハグサ科 | ウルップソウの変種 環境省(CR) 北海道(EN) |
| ユウバリタンポポ （タカネタンポポ）           | Taraxacum yuparense                             | タンポポ属                   | キク科                        |                                          |
| ユウバリチドリ （シロウマチドリ）             | Platanthera hyperborea                          | ツレサギソウ属 Platanthera   | ラン科                        | 環境省(VU) 北海道(VU)                    |
| ユウパリツガザクラ                            | Phyllodoce caerulea f. takedana                 | ツガザクラ属                 | ツツジ科                      |                                          |
| ユウバリトリカブト （エゾノホソバトリカブト） | Aconitum yuparense                              | トリカブト属                 | キンポウゲ科                  |                                          |
| ユウパリナズナ （ナンブイヌナズナ）           | Draba japonica                                  | イヌナズナ属 Draba           | アブラナ科                    | 環境省(EN) 北海道(VU)                    |
| ユウパリノキ （ミヤマハンモドキ）             | Rhamnus ishidae                                 | クロウメモドキ属 Rhamnus     | クロウメモドキ科              | 環境省(EN) 北海道(NT)                    |
| ユウパリミセバヤ                              | Sedum pluricaule var. ezawae                    | マンネングサ属               | ベンケイソウ科                |                                          |
| ユウパリリンドウ                              | Gentianella yuparensis                          | チシマリンドウ属 Gentianella | リンドウ科                    | 環境省(CR) 北海道(VU)                    |

### 動物
山域には、エゾライチョウ、エゾモモンガ、ヒグマ、エゾナキウサギ、エゾシカ、エゾシマリスなどの動物が生息している。
|                |                |              |
| エゾライチョウ | エゾナキウサギ | エゾシマリス |

## 登山
登山道の上部の前岳湿原などの森林限界のハイマツ帯の蛇紋岩地質に多くの高山植物が見られる。山頂からは大雪山系、十勝岳連峰、日高山脈、札幌近郊の山々、北には間近に芦別岳が望める。

### 登山コース
登山道は西側の夕張市鹿島と東側の南富良野町金山から以下のコースの登山道が開設されている。夕張側登山コースは、「冷水コース」と「馬の背コース」の2本があり、夕張岳駐車場の先にある登山者記載所で記名が必要でこれが入林許可証のかわりになる。かつては、麓の南大夕張から白金沢沿いに森林鉄道が延び、登山者の便乗が認められていた。南富良野側からも金山からの東尾根に沿った「金山コース」がある。
- 冷水コース 滝ノ沢林道ゲート - 冷沢の水（水場） - 前岳の沢（水場） - 馬ノ背コース分岐 - 石原平 - 望岳台 - 憩沢（水場） - 前岳湿原 - 男岩 - ガマ岩 - ひょうたん池 - 湿性のお花畑 - 金山コース分岐 - 夕張岳
- 馬ノ背コース 滝ノ沢林道ゲート - 夕張岳ヒュッテ - 馬ノ背 - 冷水コース分岐 - 石原平 - 望岳台 - 憩沢（水場） - 前岳湿原 - 男岩 - ガマ岩 - ひょうたん池 - 湿性のお花畑 - 金山コース分岐 - 夕張岳
- 金山コース 金山コース登山口 - 標高点881 m - 小夕張岳 - 標高点1,190 m - 冷水（馬の背）コース分岐 - 夕張岳

### 夕張岳ヒュッテ
周辺には夕張市側に、滝ノ沢林道終点から700 m先にの「夕張岳ヒュッテ」の山小屋がある。6-9月まで開設されている。2008年（平成20年）からユウパリコザクラの会が、夕張市より受託を受けて運営管理を行っている。素泊まりのみの小屋で食事の提供はない。夏期シーズン中には、管理人が駐在し、期間外は緊急時のみ使用できる場合がある。
| 名称           | 所在地           | 標高 (m) | 夕張岳からの 方角と距離 (km) | 収容 人数 | キャンプ 指定地 |
| -------------- | ---------------- | -------- | ---------------------------- | --------- | --------------- |
| 夕張岳ヒュッテ | 新道コース登山口 | 620      | 西北西 4.5                   | 80        | テント10張      |

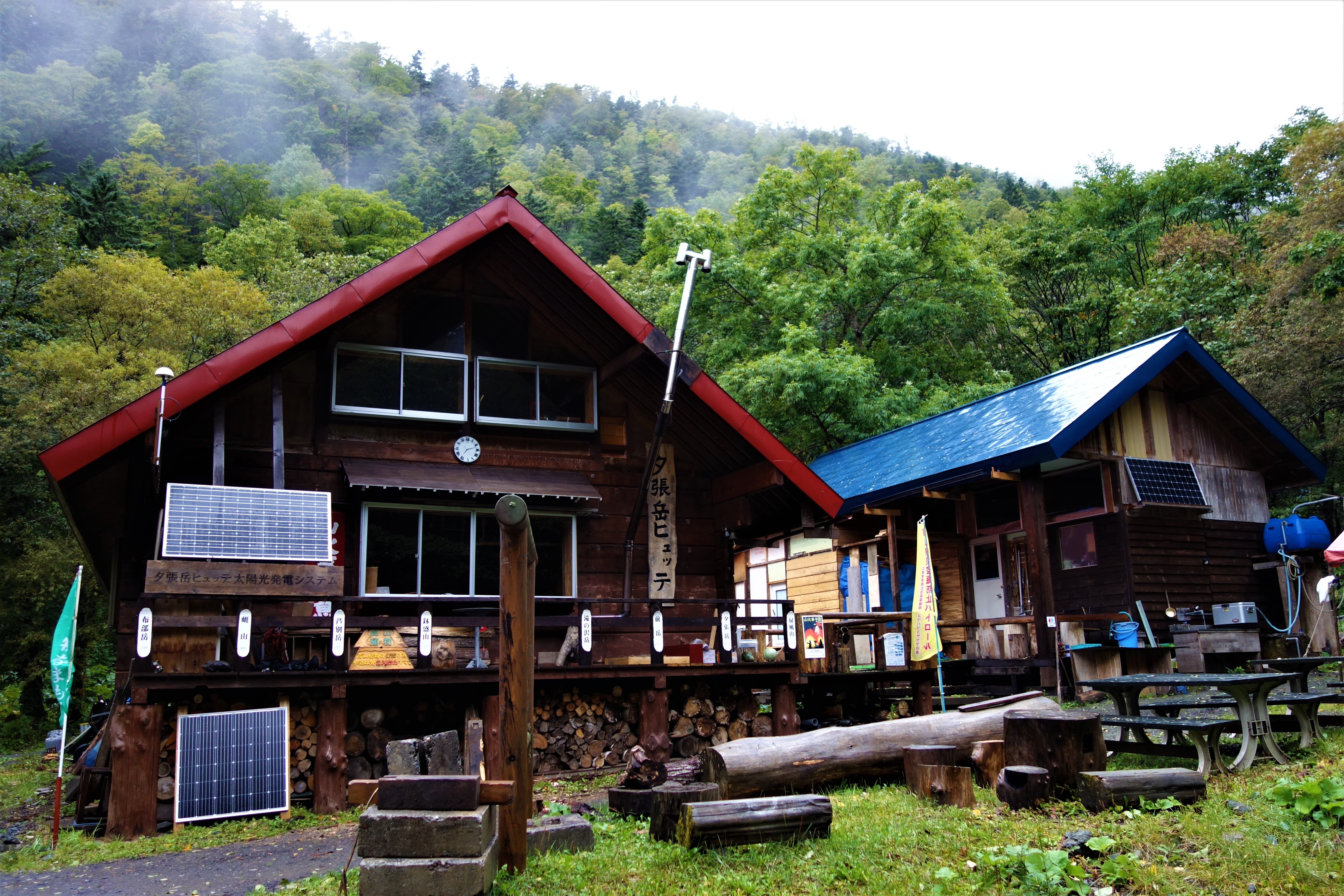
夕張岳ヒュッテ
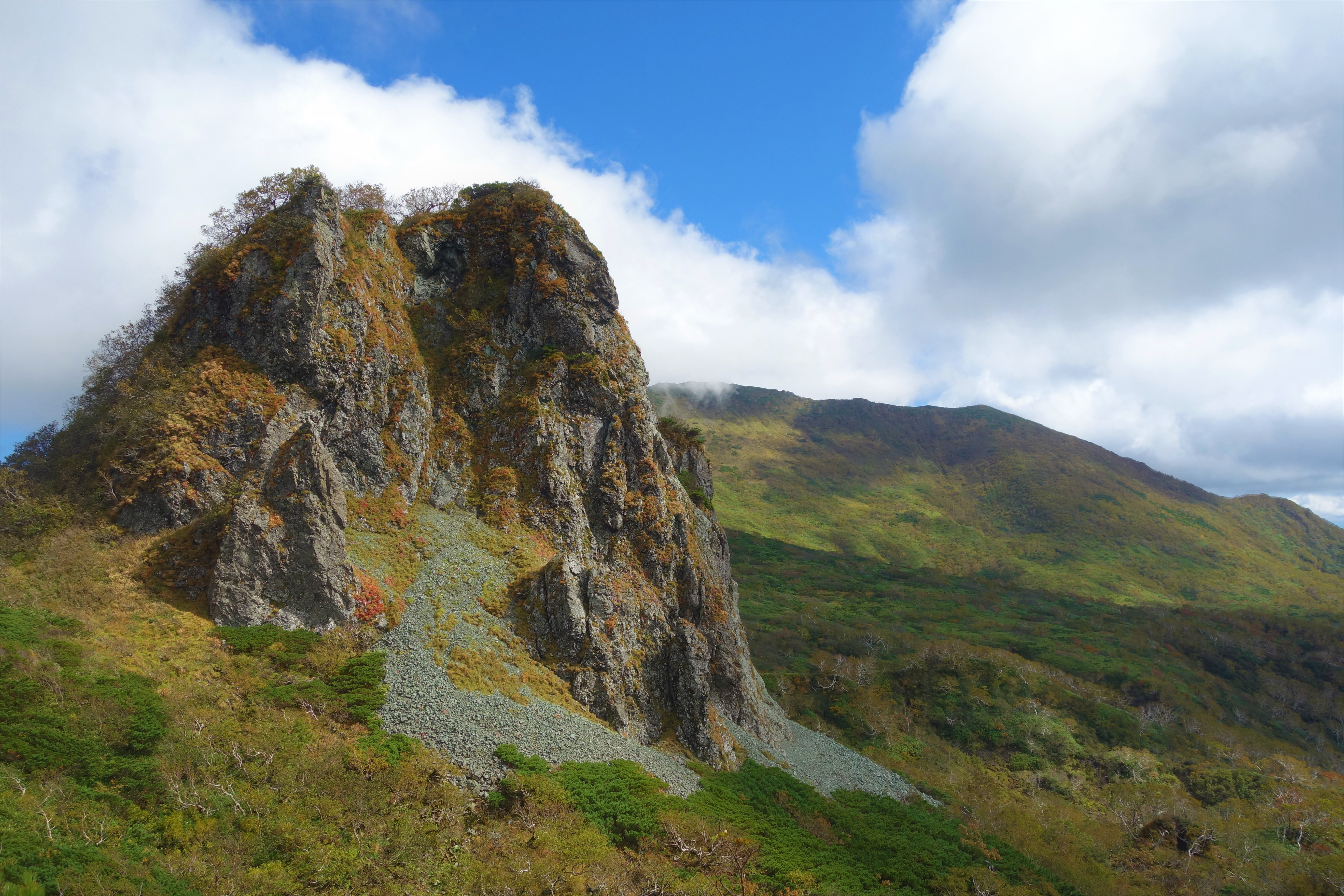
ガマ岩岩石荒原帯
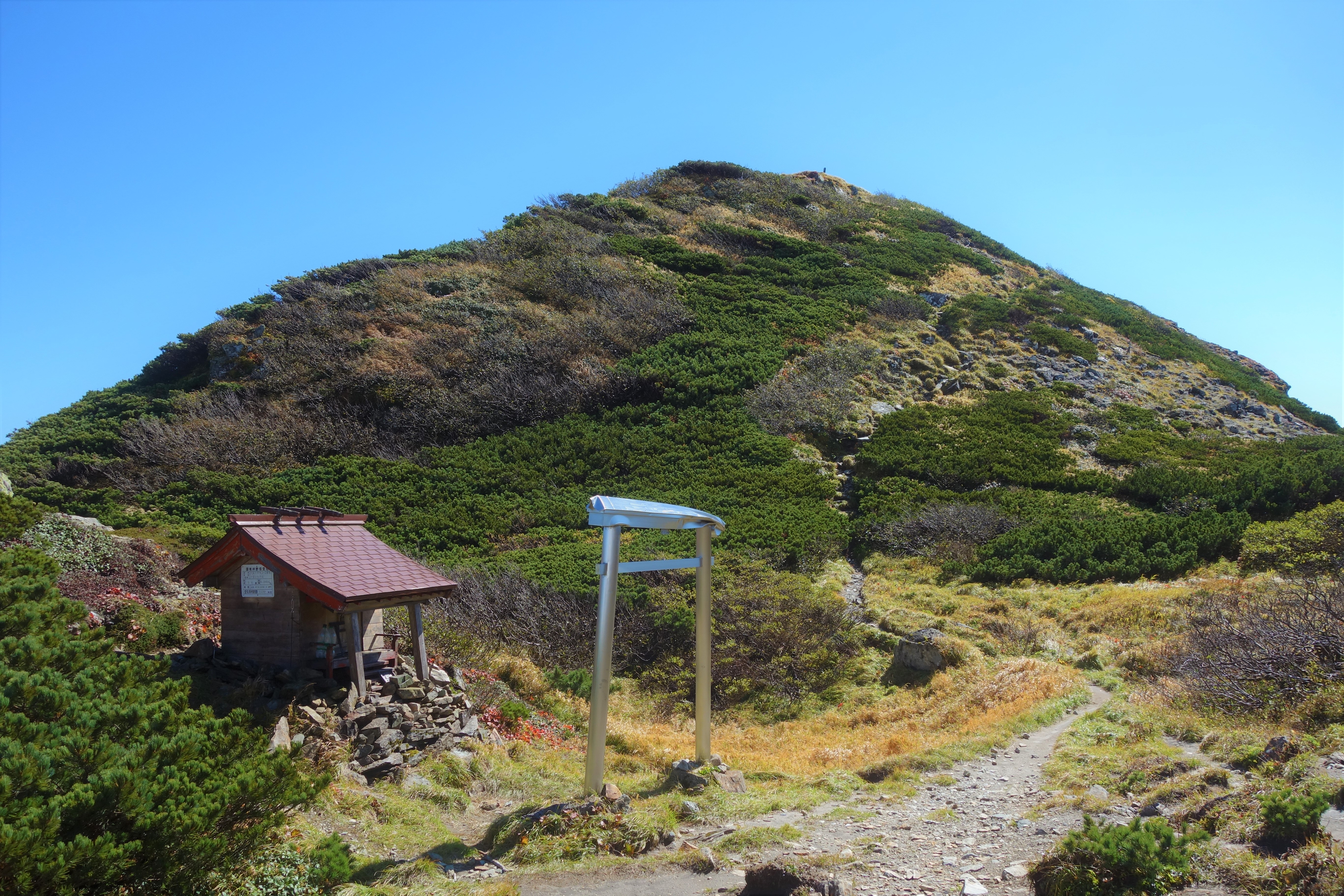
山頂直下の夕張岳神社
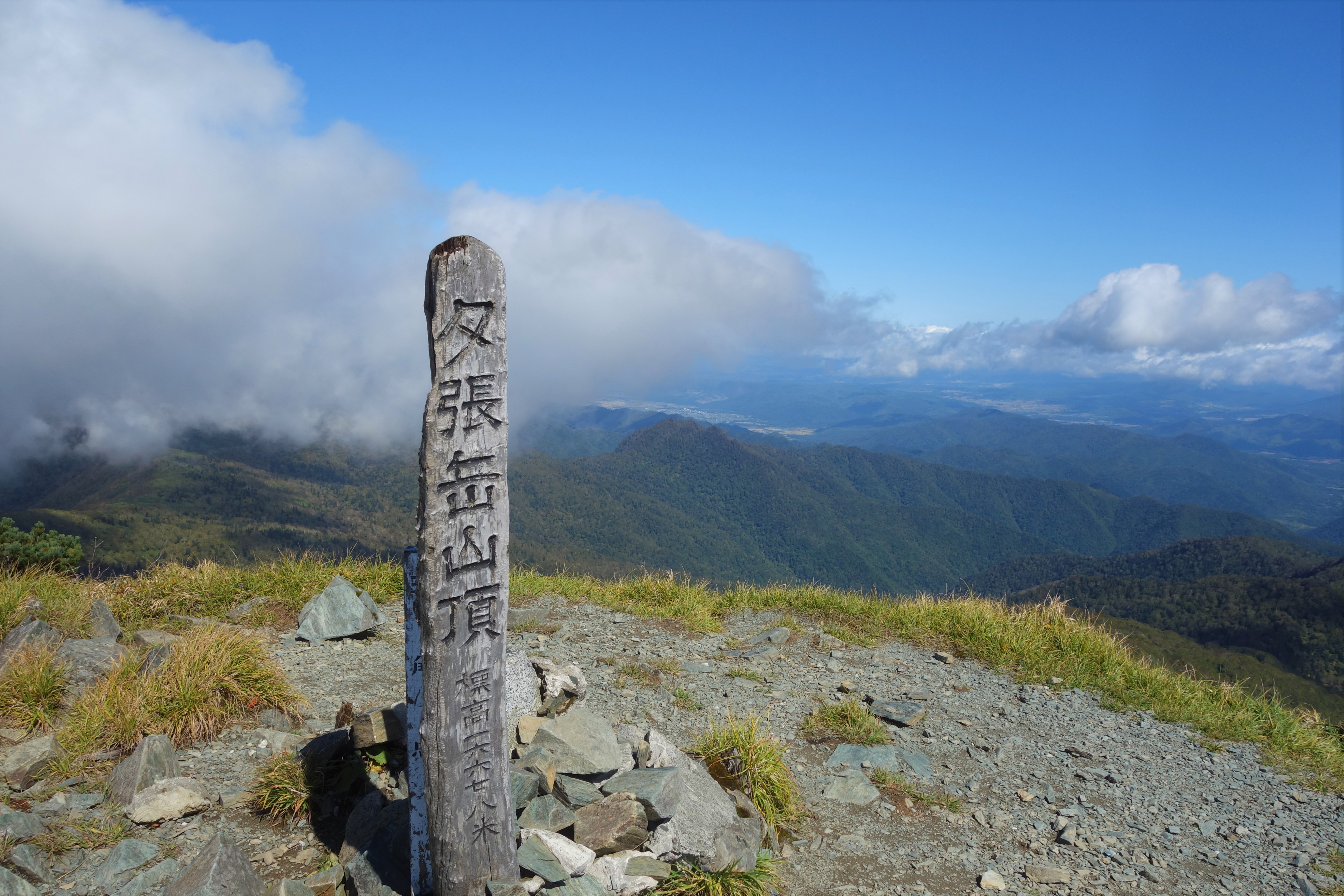
山頂からの富良野市内
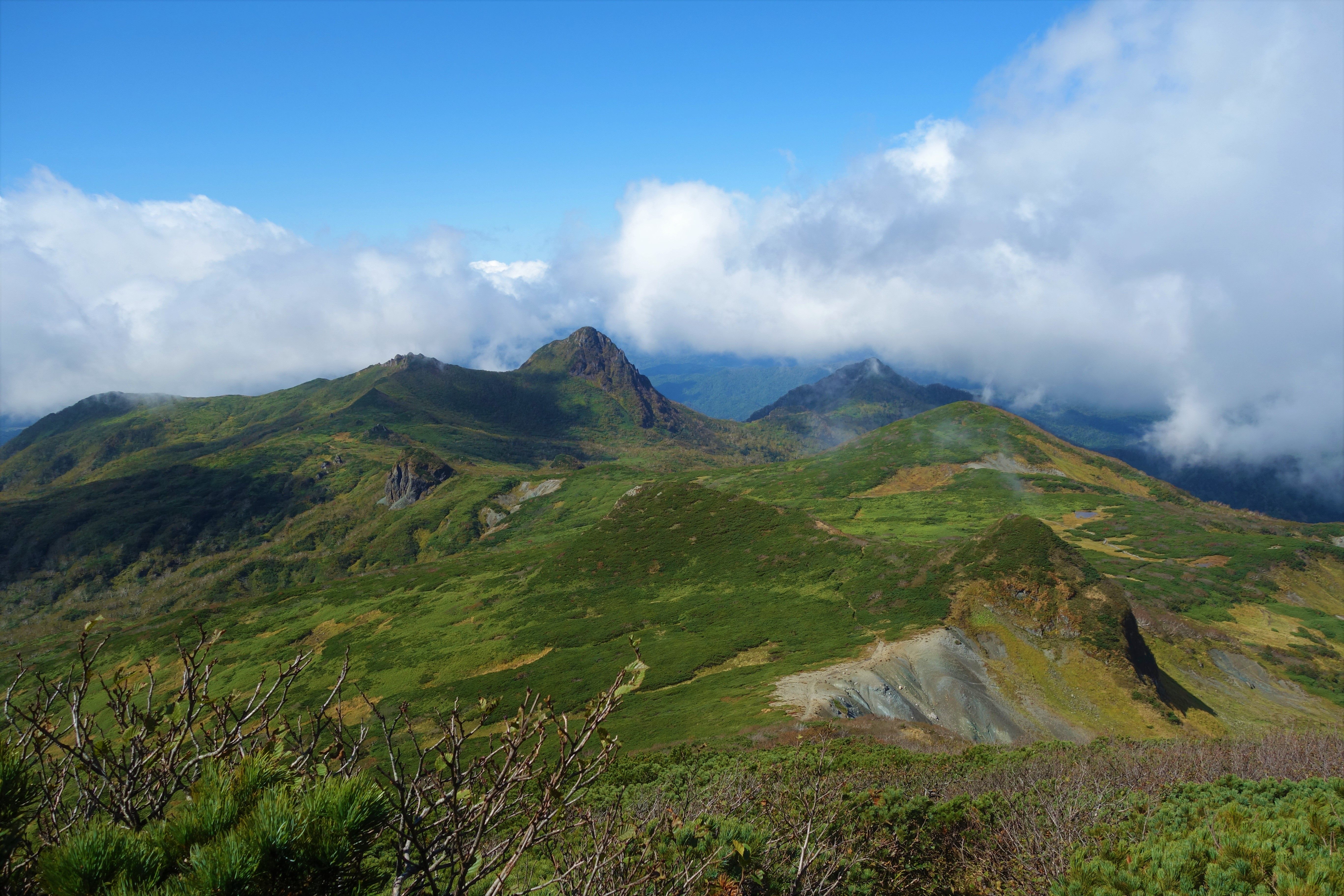
山頂からの前岳湿原

## 地理

### 周辺の山

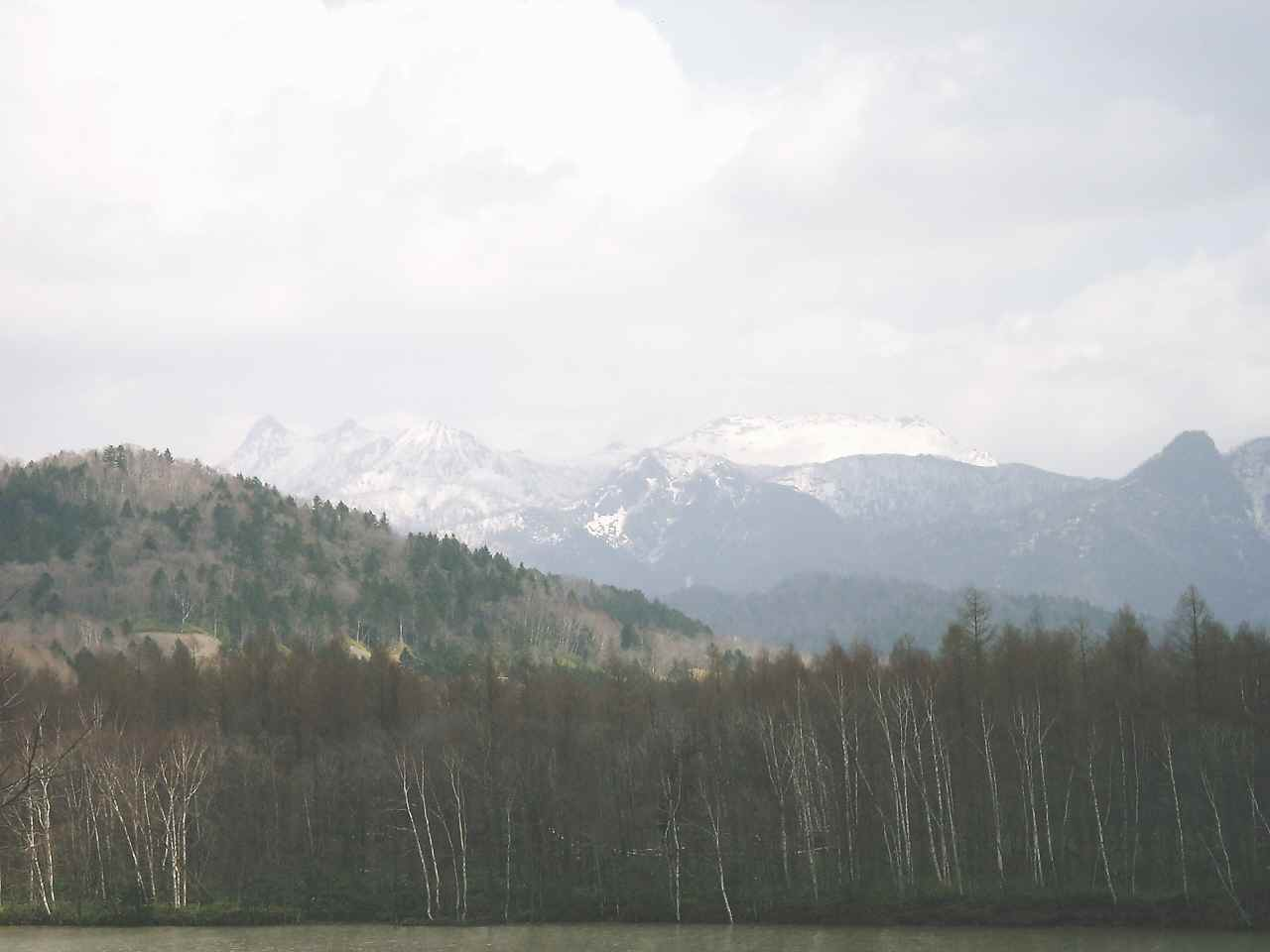
早春の夕張岳

新しい火山を全く含んでいない古生層の険しい山岳地帯である夕張山地の芦別岳につぐ第2高峰である。札幌市がある石狩平野の東に位置する。晴れた日には札幌市から鋭く尖った西側にある前衛の前岳（1,501 m）の峰を望むことができる。北東には石狩山地、南東には日高山脈がある。
| 山容 | 山名   | 標高 (m) | 三角点等級 基準点名 | 夕張岳からの 方角と距離(km) | 備考                          |
| ---- | ------ | -------- | ------------------- | --------------------------- | ----------------------------- |
|      | 十勝岳 | 2,077    |                     | 北東 49.9                   | 十勝岳連峰・活火山 日本百名山 |
|      | 芦別岳 | 1,726.14 | 二等 「礼振岳」     | 北 15.4                     | 夕張山地の最高峰 日本二百名山 |
|      | 夕張岳 | 1,667.72 | 一等 「夕張岳」     | 0                           | 夕張ヒュッテ 日本二百名山     |
|      | 幌尻岳 | 2,052.80 | 二等 「幌尻」       | 南東 55.1                   | 日高山脈の最高峰 日本百名山   |

### 源流の河川
以下の石狩川水系の源流となる河川は、石狩湾へ流れる。
- 日陰ノ沢、ペンケモユウパロ川、白金川 - 夕張川の支流。南西14.7 kmに夕張シューパロダムがある。
- トナシベツ川 - 空知川の支流。東16 kmに金山ダムがある。

### 交通アクセス
- JR北海道根室本線金山駅の西南西14 kmに位置し、石勝線夕張駅の東北東23.8 kmに位置する。
- 道東自動車道占冠ICの北西18.7 kmに位置し、夕張ICの北東26.3 kmに位置する。
- 東山麓に国道237号が通る。夕張山地の南側に国道274号が通る。西山麓に国道452号が通る。
- 新千歳空港の東北東58 kmに位置する。

## テレビ番組
- 『花の百名山夕張岳　ユウバリソウ』　BS2、1996年1月24日放送[27]
- 『北海道花の名山　夕張岳』　NHK総合テレビ、さわやか自然百景、1999年7月18日放送[4]